# Estanyols de Mas Margall
Els Estanyols de Mas Margall es poden trobar al municipi d'Avinyonet de Puigventós. Varen originar-se de resultes de l'extracció d'àrids (graves i arenes) de la riba esquerra del riu Manol.
Es tracta d'un espai que ocupa una superfície d'unes 20 hectàrees, on es localitzen 2 petits estanyols de 3 i 1,1 hectàrees respectivament, i un petit clot. El nivell de l'aigua als dos estanyols, que s'anomenen estanyol de ponent i estanyol de tramuntana, és molt variable.
La vegetació helofítica, amb canyís (Phragmites australis), boga (Typha sp.) i jonqueres de Juncus, Scirpus i Carex, ha colonitzat bona part de les vores dels estanyols. Paral·lelament, arbres de ribera com els pollancres, diverses espècies de salzes i els freixes (Fraxinus angustifolia), entre d'altres, formen petits bosquets per tota la zona.
Pel que fa a la fauna vertebrada, l'espai és ja un punt de nidificació de l'ànec coll-verd (Anas platyrhynchos), del
cabusset (Tachybaptus ruficollis), del corriol petit (Charadrius dubius), etc. Igualment s'hi han observat durant l'hivern o en migració espècies com l'arpella (Circus aeroginosus), el bernat pescaire (Ardea cinerea) o el blauet (Alcedo atthis).
La restauració d'aquest espai com a zona humida es va iniciar l'any 1991, basant-se en un projecte elaborat pel grup
ecologista Institució Altempordanesa per a la Defensa i Estudi de la Natura (IAEDEN). Actualment disposa de dos
aguaits (un a cada estany), una caseta amb una zona de picnic, rètols informatius i un itinerari. L'abocament de deixalles diverses, algunes de les quals de grans dimensions -caixa de camió frigorífic, etc.- és el principal factor que afecta negativament l'espai. Podrien estar-se realitzant extraccions il·legals d'aigües (s'observa un compressor a l'interior del camó frigorífic, amb una conducció). També s'observen elements que posen de manifest una deficient restauració de l'activitat extractiva (abassegaments de terres, zones denudades i compactades, etc.). Resten algunes infraestructures relacionades amb aquesta antiga extracció -bàscula, edificació de suport de conduccions elèctriques, pals de línia elèctrica inservibles, etc., que caldria retirar.
L'any 1994 aquest espai fou declarat Refugi de fauna salvatge (Ordre de 23 de novembre de 1994), amb una superfície total de 50 hectàrees.